# Succieu
Succieu là một xã thuộc tỉnh Isère trong vùng Rhône-Alpes đông nam nước Pháp. Xã này nằm ở khu vực có độ cao trung bình 450 mét trên mực nước biển. Theo điều tra dân số năm 1999 của INSEE, xã có dân số là 548 người.